# Johann Anton Kirchberger

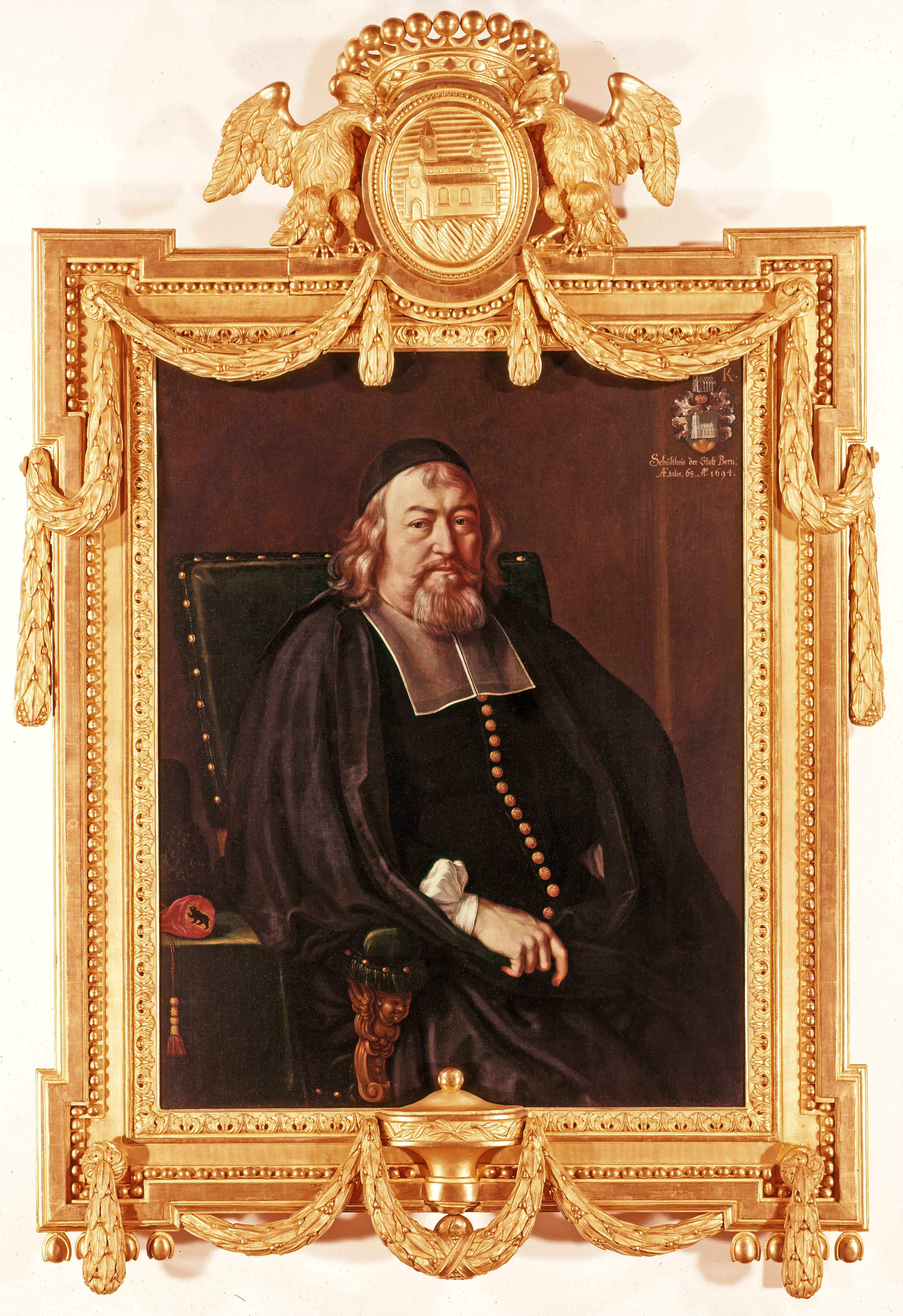
Johann Anton Kirchberger (1627–1696), Öl auf Leinwand, Johannes Dünz zugeschrieben (1694)

Johann Anton Kirchberger (getauft 3. Juni 1627 in Twann; † 27. Dezember 1696 in Bremgarten bei Bern) war Schultheiss von Bern.
Johann Anton Kirchberger war ab 1651 Mitglied des Grossen Rates, von 1657 bis 1659 Grossweibel, von 1659 bis 1665 Landvogt von Aarwangen, ab 1668 Mitglied des Kleinen Rats, 1672 bis 1676 Venner zu Schmieden und von 1684 bis 1695 alternierend Schultheiss von Bern. Kirchberger war Herr zu Bremgarten.

## Archive
- Bestände und Porträt in der Burgerbibliothek Bern

## Trivia
Die Kirchbergerstrasse in Bern wurde 1919 zu Ehren des Schultheissen Johann Anton Kirchberger benannt.